# Gare de Ghislenghien
La gare de Ghislenghien est une ancienne gare ferroviaire belge de la ligne 94, de Hal à Tournai (frontière) située à Ghislenghien sur le territoire de la commune d’Ath, en région wallonne dans la province de Hainaut.
Elle est mise en service en 1866 par les Chemins de fer de l’État belge et ferme en 1984. La ligne 94 est repositionnée à l'écart de Ghislenghien l'année suivante et le bâtiment de la gare est démoli en 2013.

## Situation ferroviaire
Avant de fermer en 1984, la gare de Ghislenghien se trouvait au point kilométrique (PK) 28,9 de la ligne 94, de Hal à Froyennes (frontière) entre la halte d'Hellebecq et la gare de Meslin-l'Évêque, toutes deux disparues, sur l'ancien tracé de la ligne 94, remplacé par une section plus rectiligne entre Marcq et Ath en 1985.

## Histoire
La station de Ghislenghien est mise en service le 16 janvier 1866 par la Compagnie du chemin de fer direct de Bruxelles à Lille et Calais pour le compte de l’Administration des chemins de fer de l’État belge (future SNCB). C'est une des stations ouvertes dès l'inauguration de la ligne de Bruxelles à Ath, raccourcissant le trajet vers Tournai et Lille,.
Elle est dotée d'un bâtiment des recettes du type standard en vigueur à l'époque, dit « à pignons à redents ». Identique aux gares de Saintes et Bassilly, désormais détruites, il est pourvu de six travées et d'un grand pignon au centre de chaque façade.
Au fil du temps, ces trois gares ont perdu les pignons en chien-assis de leurs façades longitudinales mais Ghislenghien conservait ses pignons caractéristiques.
La SNCB, arguant du déclin du trafic des voyageurs, décide de supprimer la plupart des gares de la ligne 94 ; elle ferme ses portes pour l'instauration du plan IC-IR, le 3 juin 1984.
Le trafic des marchandises et des trains de voyageurs directs se maintient jusqu'en septembre 1985, lorsqu'ils sont redirigés vers la nouvelle section de Marcq à Ath (rapidement électrifiée). L'ancien tracé n'est pas complètement fermé car la section partant de la gare d'Ath et aboutissant à quelques centaines de mètres de la gare de Ghislenghien est mise à simple voie et classée ligne 287 (Infrabel).
Sans utilisation pour les chemins de fer, le bâtiment de la gare de 1866 commence à tomber en ruine. Il est finalement démoli en 2013 lorsque sa restauration est jugée infaisable.

## Patrimoine ferroviaire
Identique aux autres gares intermédiaires d'origine de la ligne de Hal à Ath (sauf Enghien), le bâtiment de la gare a échappé à la destruction lorsque la gare puis la section de ligne ont été fermées. L'abri de quai en briques avait également été maintenu à son emplacement tout comme le bâtiment des toilettes. Ces deux bâtisses à l'abandon se faisaient face de part et d'autre d'un espace gravillonné où passaient les anciennes voies.
Un projet de réhabilitation s'est manifesté dans les années 2010 mais l'état du bâtiment a été jugé trop mauvais et il a donc été démoli en 2013.[réf. nécessaire]